# Cold Wa(te)r
Cold Wa(te)r é uma curta-metragem documental portuguesa de 2004, com realização e argumento de Teresa Villaverde e produção de Maria João Mayer e François D'Artemare. O filme retrata as dificuldades e riscos dos migrantes que atravessam o Mar Mediterrâneo até a Europa.
A curta-metragem é o contributo português para o filme antológico Europaische Visionen: 25 Filme, 25 Regisseure (Título internacional: Visions of Europe), que celebra a criação da União Europeia e o contributo dos países-membros para a mesma. Cold Wa(te)r estreou com a obra coletiva a 1 de maio de 2004, a propósito das celebrações do alargamento da União Europeia. A curta-metragem viria a ser selecionada para vários festivais, como a edição de 2004 do IndieLisboa, onde integrou a secção de competição nacional.

## Sinopse
Uma montagem de imagens relativas aos desembarques em solo europeu de migrantes ilegais, pessoas que não escolheram o país onde nasceram. A distância desde o norte de África parece-lhes ínfima, mas são inúmeros os riscos da travessia do Mar Mediterrâneo até à fronteira de Itália. Diariamente, entre as atividades dos oficiais da guarda costeira, está a pesca de corpos já sem vida das águas.

## Temáticas

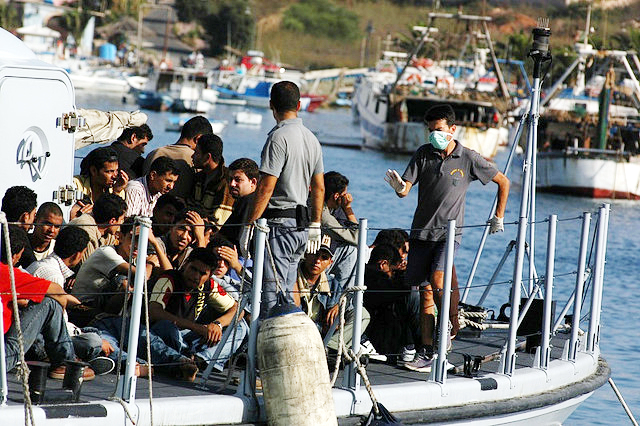
Cold Wa(te)r retrata os riscos suportados pelos migrantes na travessia até a Europa.

Um tema recorrente em Visions of Europe, projeto no qual Cold Wa(te)r se insere, é a imigração, e o filme de Teresa Villaverde aborda-o questionando o papel e utilidade das fronteiras, bem como a natureza cada vez mais diferenciada do trabalho fronteiriço num mundo globalizado. A noção de fronteira, enquanto delimitação rigorosa de limites territoriais, é confrontada com uma reflexão acerca de hospitalidade. A cineasta utiliza a experiência do travessia de fronteira para redefinir os limites da identidade e pertença perante as práticas de exclusão estabelecidas a nível político. Deste modo, o filme expõe o conflito étnico e as atitudes xenofóbicas que são ignoradas ou descoradas pelas políticas da União Europeia.

## Equipa técnica
- Realização e argumento: Teresa Villaverde;
- Produção: Maria João Mayer e François D'Artemare;
- Montagem: Andrée Davanture;[5]
- Mistura: Vasco Pimentel.

## Produção
Cold Wa(te)r foi desenvolvido pela Filmes do Tejo II, para o projeto Europaische Visionen: 25 Filme, 25 Regisseure, coordenado pela Zentropa. Esta empresa dinamarquesa atribuiu a quantia de € 34.000 para financiamento inicial de cada uma das curtas-metragens comissionadas. A Teresa Villaverde foi dada carta aberta para criar "uma visão pessoal da vida atual ou futura" na União Europeia, tendo como únicos limites a manutenção do formato de filmagem 16:9 e a duração de cinco minutos de filme.
Para este filme, a realizadora recolheu várias horas de imagens de noticiário da Rádio e Televisão de Portugal (Portugal), Institut National de l'Audiovisuel (França) e Zweites Deutsches Fernsehen (Alemanha). Villaverde reaproveitou e reeditou essas imagens para que pudessem ser exibidas num ritmo mais lento, oposto ao do ciclo noticioso, e assim serem melhor apreendidas.

## Distribuição
A curta-metragem estreou a 1 de maio de 2004, aquando a exibição da obra antológica Europaische Visionen: 25 Filme, 25 Regisseure por ocasião das celebrações do alargamento da União Europeia ao Chipre, Eslováquia, Eslovénia, Estónia, Hungria, Letónia, Lituânia, Malta, Polónia e República Checa. A obra coletiva viria a ser exibida em eventos como o Festival Internacional de Cinema de Locarno, Festival Internacional de Cinema de Montreal e Festival de Cinema de Londres.
Paralelamente a estas exibições, Cold Wa(te)r foi selecionado para inúmeros outros festivais e mostras de cinema internacionais, de entre os quais se destacam os seguintes:
- IndieLisboa Festival Internacional de Cinema (Portugal, 2004);[5]
- 28ª Mostra Internacional de Cinema de São Paulo (Brasil, 2004);[14]
- Lisbon & Sintra Film Festival (Portugal, 2016);[6]
- Shortcutz Guimarães (Portugal, 2020).[17]

Aquando a estreia de Colo, Cold Wa(te)r tornou a ser exibido em sessões de retrospetiva do cinema de Teresa Villaverde, como numa sessão do Cinemax Curtas a 14 de março de 2018 e na Fundação de Serralves a 18 de novembro de 2018.

## Receção
Comparando os vários segmentos de Visions of Europe, David Scott Diffrient destaca Cold Wa(te)r de Teresa Villaverde e Invisible State de Aisling Walsh, no seu livro Omnibus Films, como "os episódios mais comoventes do filme". Especificamente acerca do filme de Villaverde, Diffrient escreve que "o segmento não só oferece apenas uma inscrição mais literal da travessia de fronteira do que o de Fatih Akin (Thee Evil Old Songs), mas também revela, sem comentário de voz sobreposta, até onde os refugiados irão para escapar da tirania e da perseguição." Leslie Felperin (Variety) também caracterizou a curta-metragem de Villaverde de "comovente", pelo modo como "reúne poderosamente notícias de migrantes que se afogaram tentando alcançar uma vida melhor".